# Église Saint-Frézal de Grèzes (Lozère)
Pour l’article homonyme, voir Église Saint-Frézal de Grèzes.
L'église Saint-Frézal de Grèzes est une église catholique romaine située à Grèzes, dans le département français de la Lozère, en France.

## Historique
L'édifice est inscrit au titre des monuments historiques en 2001.
De nombreux objets sont référencés dans la base Palissy (voir les notices liées).